# Геология Виктории

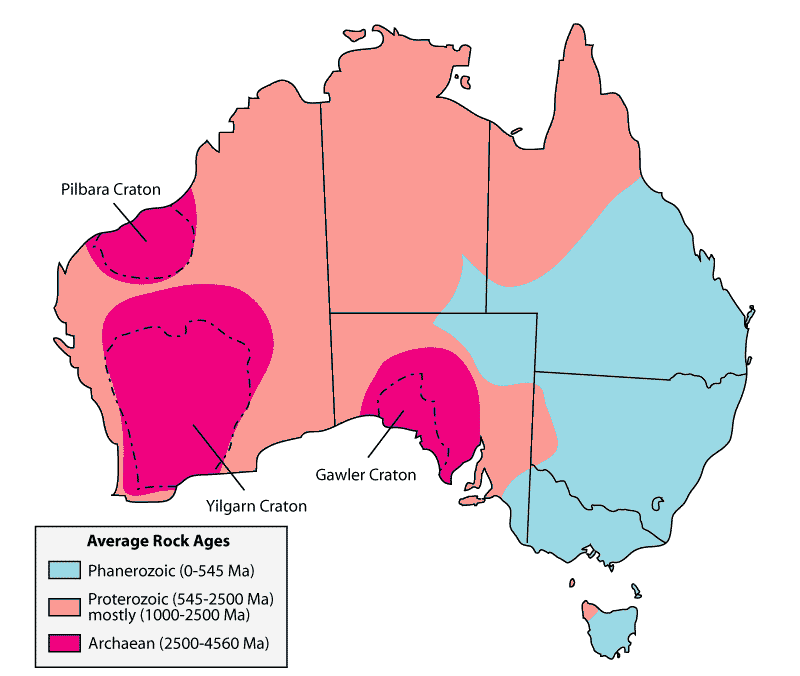
Возраст горных пород Австралии.

Виктория — австралийский штат, расположенный в южной части Большого Водораздельного хребта. Большой Водораздельный хребет тянется вдоль восточного побережья континента и оканчивается недалеко от города Балларат в Виктории к западу от столицы штата Мельбурна, хотя близлежащий природный парк Грампианс может считаться последней частью хребта. Самые высокие горы в Виктории (чуть менее 2000 м) — это викторианские Альпы, расположенные на северо-востоке штата и являющиеся частью горной системы Большого Водораздельного хребта.
Северо-запад штата в основном состоит из кайнозойских пород, а юго-восток в основном состоит из палеозойских пород. В Виктории не было никаких открытий касательно докембрийских горных пород.
Низкая равнина к северо-западу от штата, который граничит с рекой Мюррей, когда-то была дном древнего моря, вследствие чего земля сильно поражена солёностью. Осушение солёной воды на поверхности земли является одним из источников проблемы засоления в системе реки Мюррей-Дарлинг. Коммерческое выпаривание соли осуществляется рядом с Суон-Хиллом.
Центральная и западная Виктория включают месторождения золота мирового класса, расположенные в основном в обширных ордовикских турбидитах.
На юго-востоке штата находятся огромные месторождения бурого угля.

## Вулканизм

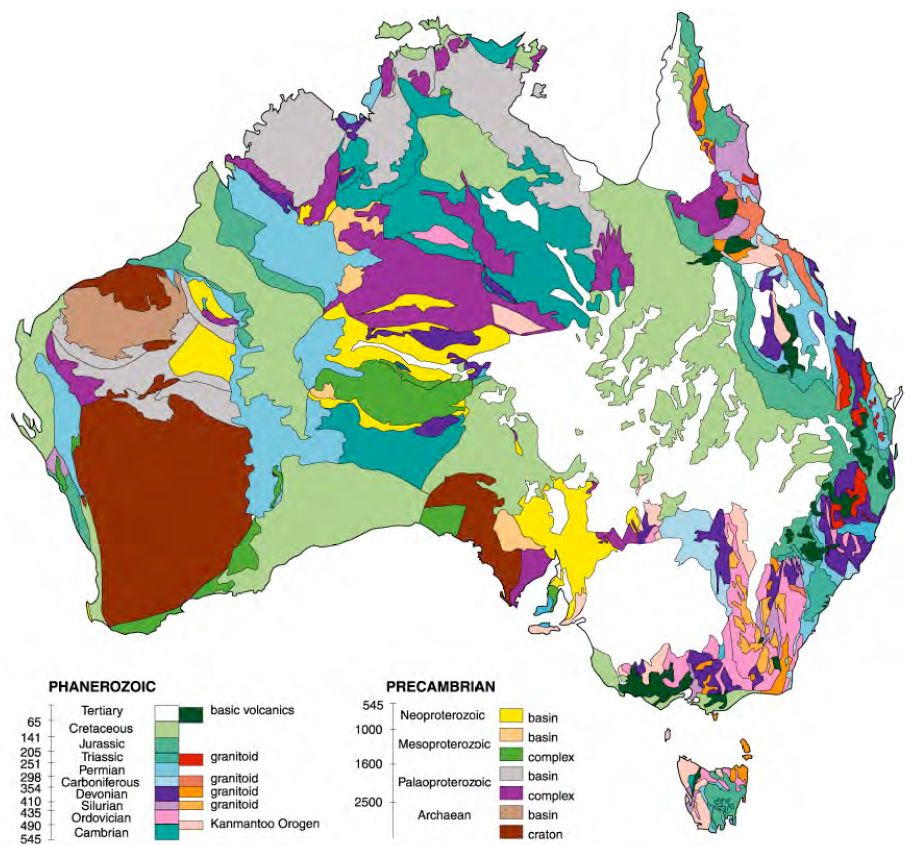
Основные геологические единицы Австралии.

В центральной и юго-западной Виктории есть область обширного вулканизма, где имеются многочисленные вулканы и вулканические озёра. Западно-викторианские вулканические равнины являются третьими по величине в мире после Декана на западе Индии и плато Снейк в штате Айдахо, США. Самая последняя вулканическая активность была на горе Эклс, которая в последний раз извергалась несколько тысяч лет назад, что и сделало её активной вулканической областью. Большие следы базальтовых лавовых потоков присутствуют на западной стороне города Мельбурн и на юго-западе штата.

## Неопротерозойдо раннегокаменноугольного периода
Этот период раскрывается в недавней публикации Геологической службы Виктории «Система поясов Тасмана в Виктории». Последовательность событий, связанных с образованием юго-восточной Австралии, показывает, что минерализация и магматические процессы тесно связаны с тектоническим развитием региона. В истории преобладает сжатие с востока на запад преимущественно океанических осадочных и магматических пород и их результирующие складки, разломы и поднятия. В последнее время становится всё более очевидным, что основные движения север-юг также участвуют в образовании рельефа восточной Австралии.
Палеозойский фундамент пересекается разломами и надвигами, более или менее параллельными структурному движению север-юг. Самые большие разломы разделяют породы с разным возрастом и структурной историей и делят Викторию на три основных структурных ранга, состоящих из двух поясов (Деламерианский и Ла́хлан), двух террейнов в Поясе Лахлан Фолд (Уайтлау и Бенамбра) и десяти структурных зон (Глене́лг, Грампианс-Стевели, Стевелл, Бе́ндиго, Мельбурн, Таббераббера, О́мео, Деддик, Куарк, Маллакута).

### Разлом Мойстона

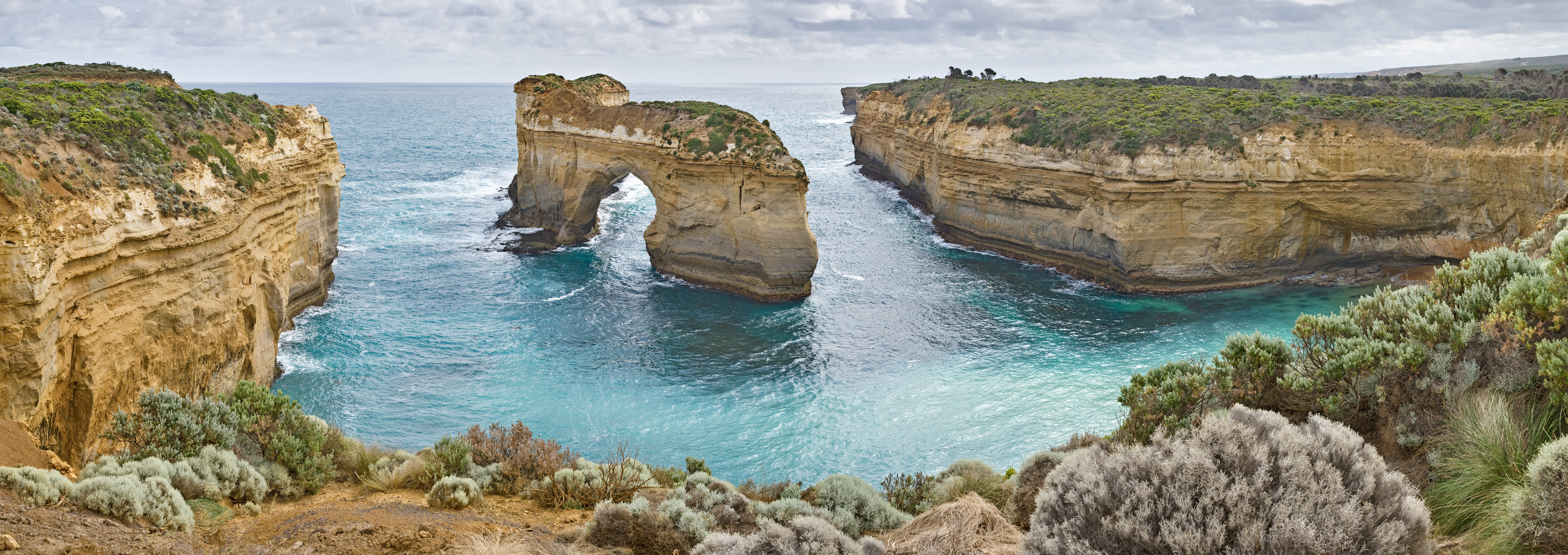
Остров-арка на Великой океанской дороге в Виктории, Австралия. 6-сегментная панорама, показывающая окружающую береговую линию.

Разлом Мойстона является наиболее важным разломом, поскольку он образует границу между террейнами деламерийского и лахланского поясов складчатости. Эти пояса имеют существенные различия. Пояс деламерийской складчатости в основном состоит из неопротерозойско-кембрийских пород, он был деформирован в позднекембрийском деламерианском тектогенезе, тогда как пояс складчатости Лахлан содержит в основном камбрийско-девонские породы в основном с деформацией, происходившей в позднем ордовике до раннего карбона. Первой региональной деформацией, которая повлияла на пояс складчатости Лахлан, была бенамбранская тектогенеза, около 450 млн лет назад, после деламерианского тектогенеза. Гранит составляет 20% от общей площади пояса Лахлан и попадают в возрастной диапазон от 440 до 350 лет. Вулканики, связанные с гранитом, также широко распространены и занимают приблизительно 5%. Блоки более старой коры, состоящие из неопротерозойско-кембрийских пород, такие как блок Селвин в центральной части Виктории, были деформированы во время позднекембрийского тектогенеза Тайеннан до включения в пояс Лахлан.

### Разлом Барагваната
Вторым крупным структурным разломом в Виктории является разлом Барагваната, который проходит вдоль восточной стороны блока Селвин. Этот разлом делит Пояс Лахлан-Фолд на два террейна: террей Уайтлау на западе и террейн Бенамбра на востоке. Основное различие между ними заключается в том, что параллельное с тектогенезом (север-юг) движение было более распространенным в террейне Бенамбра, тогда как конвергентное восточно-западное движение, было доминирующим в террейне Уайтлау.